# Lac d'Ortiglieto
Le lac d'Ortiglieto est un lac artificiel situé dans le Nord-Ouest de l'Italie, à cheval entre la ville métropolitaine de Gênes en Ligurie et la province d'Alexandrie dans le Piémont, entre les communes de Rossiglione (GE) et Molare (AL).

## Géographie
Le lac d'Ortiglieto est situé à 296 m d'altitude.

## Histoire

### Construction

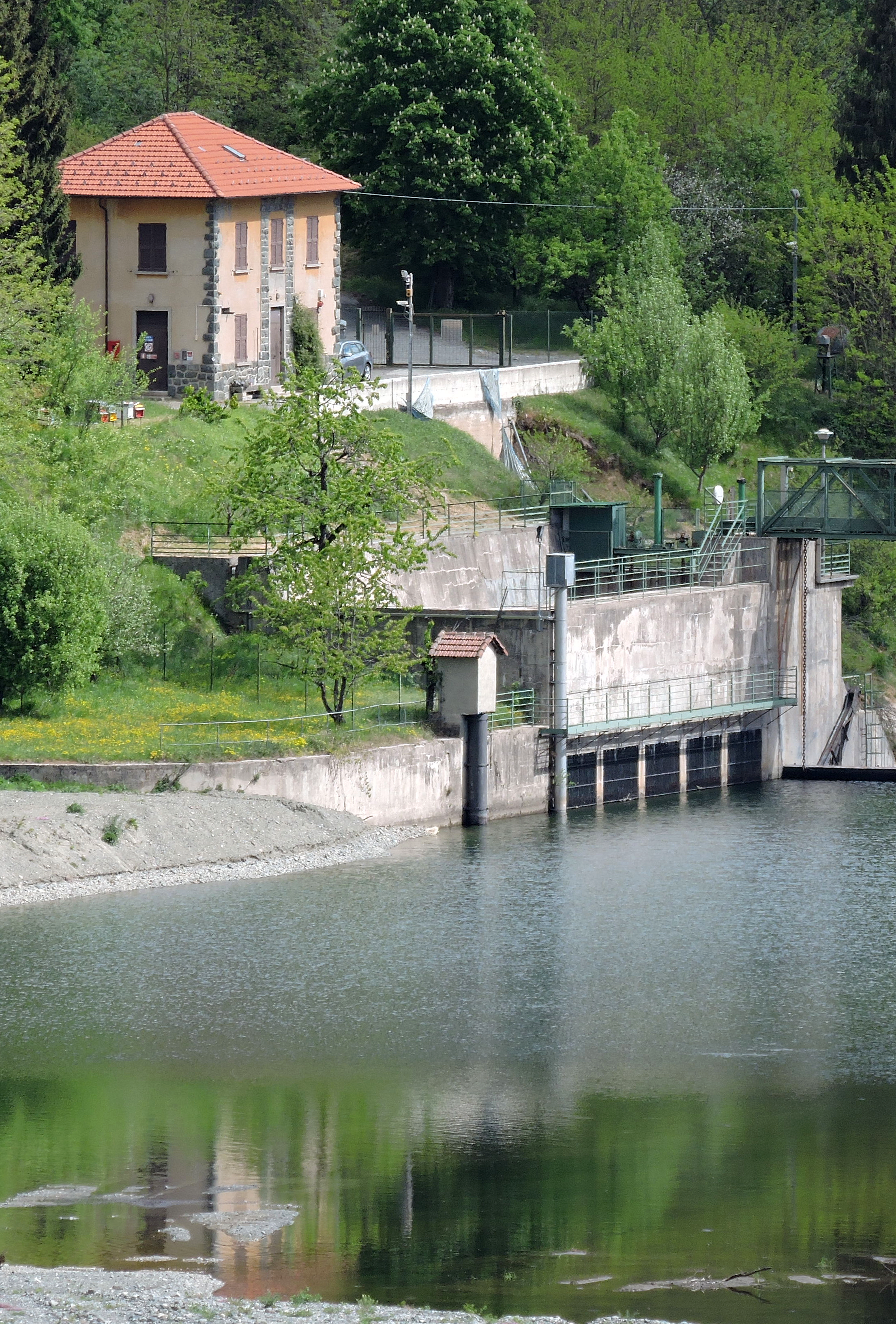
Détail de l'évacuateur de crues en 2016.

L'histoire du réservoir d'Ortiglieto a commencé en 1906 lorsque, la Société hydraulique de Ligurie a obtenu une concession du préfet d'Alexandrie pour ériger un barrage sur l'Orba à Ortiglieto di Molare.
Le réservoir du lac d'Ortiglieto a été conçu pour la première fois en 1906 par l'Ingénieur Zunini.
En 1916, la concession a été cédée à Officine Elettriche Genovesi (it), une entreprise de Gênes qui a développé le projet en augmentant la capacité du bassin et, en 1917, a cédé la place à la construction de deux barrages, un de 45 mètres de hauteur appelé Bric Zerbino et un autre de 15 mètres de hauteur, connu sous le nom de selle de Zerbino qui a finalement formé le lac.

### Catastrophe de 1935

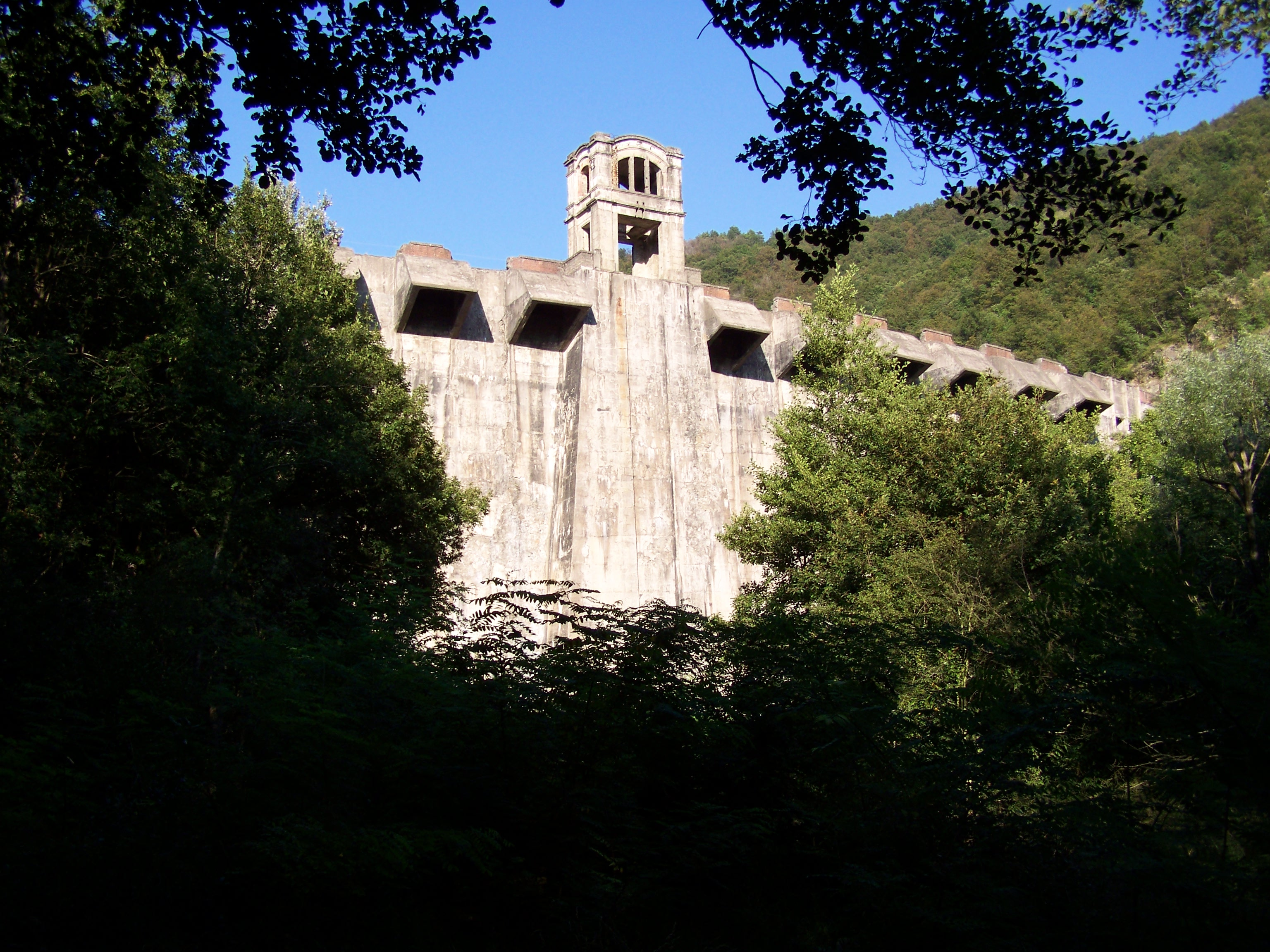
L'ancien barrage de Zerbino en 2014.

Après une période de fortes pluies, le barrage de sella Zerbino s'est effondré le 13 août 1935, générant une crue de l'Orba (en) qui a causé la mort de 111 personnes, principalement dans la région d'Ovada. Désormais, le lac d'Ortiglieto est beaucoup plus petit qu'auparavant et il n'y a qu'un seul barrage.